# Guirsch
Guirsch (prononcé /giʁʃ/ ; en luxembourgeois Giisch, en allemand Girsch, en wallon Guiyisch) est une section et un village de la ville belge d'Arlon située en Région wallonne dans la province de Luxembourg. 
Avant la fusion générale des communes belges en 1977, Guirsch était une commune à part entière comprenant le hameau d'Heckbous et l'écart de la Grübermühlen.
Cette localité rurale est principalement connue pour la qualité de son patrimoine bâti, dont son château du XVIIIe siècle et son centre ancien classé comprenant plusieurs fermes des XVIIIe et XIXe siècles. Depuis 2023, Guirsch fait partie des plus beaux villages de Wallonie.

## Étymologie
Les documents anciens permettent de constater que les toponymes suivants ont été utilisés : Gîrsch (1373), Girs (1382), Girsch (1441), Girse (1451), Girsse (1480), Girsche (1513). La carte de Ferraris (1777) reprend les toponymes Girsch et Guirsch, alors que la carte de Vandermaelen (1846-1854) ne reprend que le toponyme Guirsch.
Selon le Dictionnaire des noms de lieux en Wallonie et à Bruxelles, l'origine de cette dénomination est inconnue. L'auteur émet les hypothèses [propriété de] Gericius, anthr. gallo-romain (?) ou hydronyme germanique *Gerisa (avec suffixe -isa, « eau »).

## Géographie

### Site
Guirsch se situe dans la région agrogéographique de la Lorraine belge qui est caractérisée par un relief de cuesta. Le village s'est développé sur le sommet du front de la cuesta sinémurienne qui s'étend de Muno à Guirsch en passant par Florenville. Par conséquent, il surplombe Oberpallen et la vallée de la Pall situés au nord et offre une vue panoramique sur la limite sud de l'Ardenne.
Le village de Guirsch est par conséquent localisé sur un site plateau entouré de profondes vallées entaillant la cuesta. Le sommet du village s'établit à une altitude de 402,30 mètres à l'ouest (chapelle Saint-Willibrord) à 394,18 mètres au centre (église Saint-Willibrord), alors que le moulin de la Grübermühlen au nord se trouve à 299,32 mètres. La vallée des trois moulins, d'orientation nord-ouest sud-est, se situe de 337,59 mètres à son point le plus haut, à une altitude comprise entre 290 et 300 mètres le long de la frontière luxembourgeoise. Le hameau d'Heckbous, séparé du village de Guirsch par la profonde vallée du Kinneksgriecht, se situe à une altitude de 383,41 mètres (chapelle Saint-Aubin).

### Situation
Le centre du village de Guirsch se situe à 4,6 kilomètres au nord-est du centre d'Arlon, à 1,5 kilomètre au sud d'Oberpallen et à 4,2 kilomètres d'Eischen. L'ancienne commune de Guirsch est délimitée au nord et à l’est par la frontière luxembourgeoise.

## Démographie
Durant l'ensemble du XIXe siècle, le territoire de l'ancienne commune de Guirsch a connu une relative stabilité de sa population totale. À partir des années 1920, celle-ci va toutefois commencer à diminuer comme dans la plupart des espaces ruraux. Entre 1920 et 1981, la population va diminuer de 53 %. La tendance va toutefois s'inverser à partir des années 1980 : la population va croître de 147 (1981) à 280 habitants (2016). Cette augmentation récente de la population est concomitante à un processus de rurbanisation qui s'accompagne de la construction de nombreuses habitations.
La population du seul village de Guirsch va suivre cette évolution : 48 habitants en 1495, 129 habitants en 1821, 198 habitants en 1889 et 91 habitants en 1970.
Le village de Guirsch comptait 212 habitants au 1er janvier 2020, alors que la section de Guirsch (comportant les localités de Guirsch et Heckbous) en comptait 272.
Le graphique suivant reprend l'évolution démographique du territoire de l'ancienne commune de Guirsch jusqu'à nos jours.

## Patrimoine et culture

### Patrimoine architectural

#### Le château de Guirsch

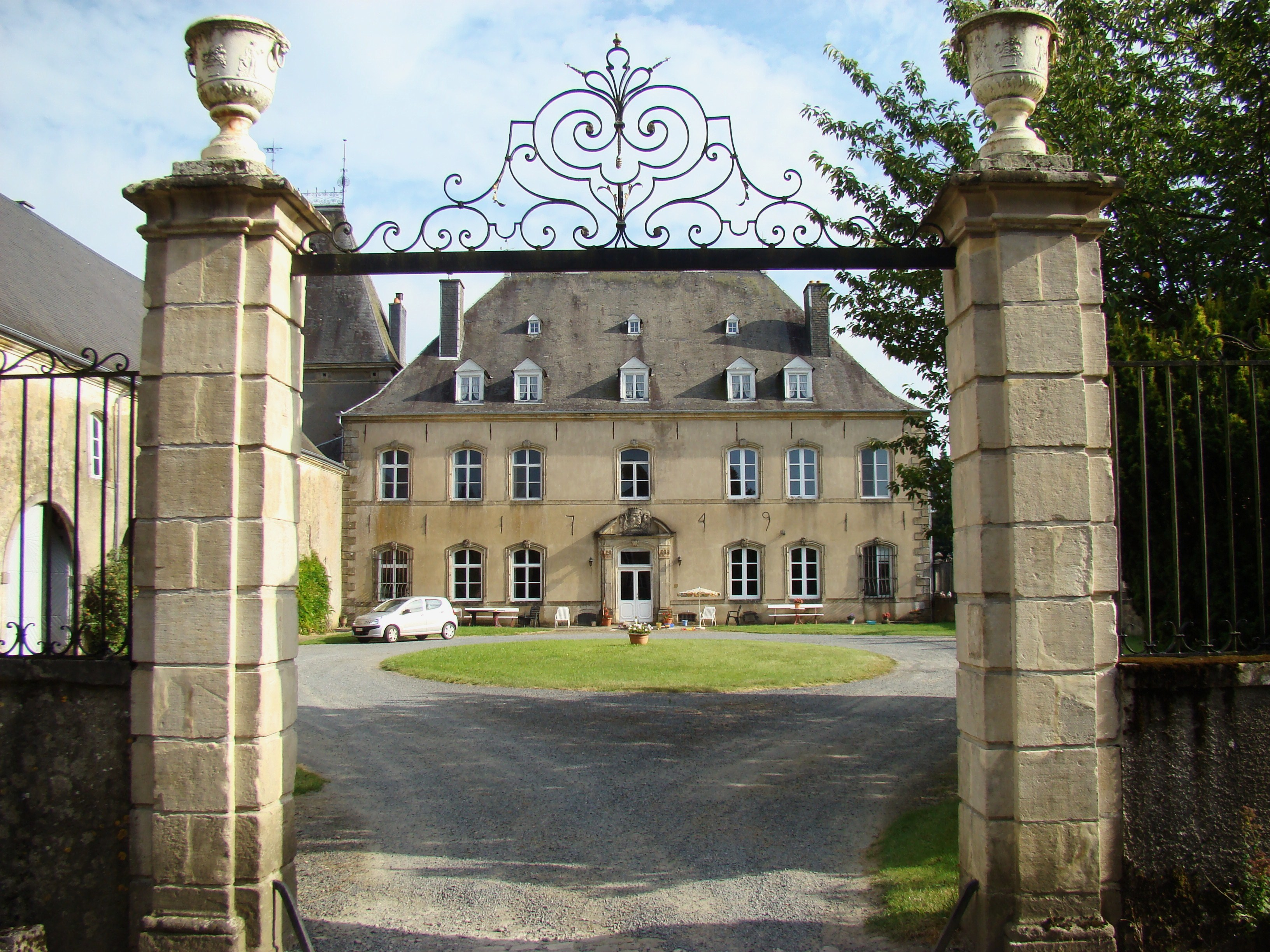
Cours d'honneur et corps de logis.

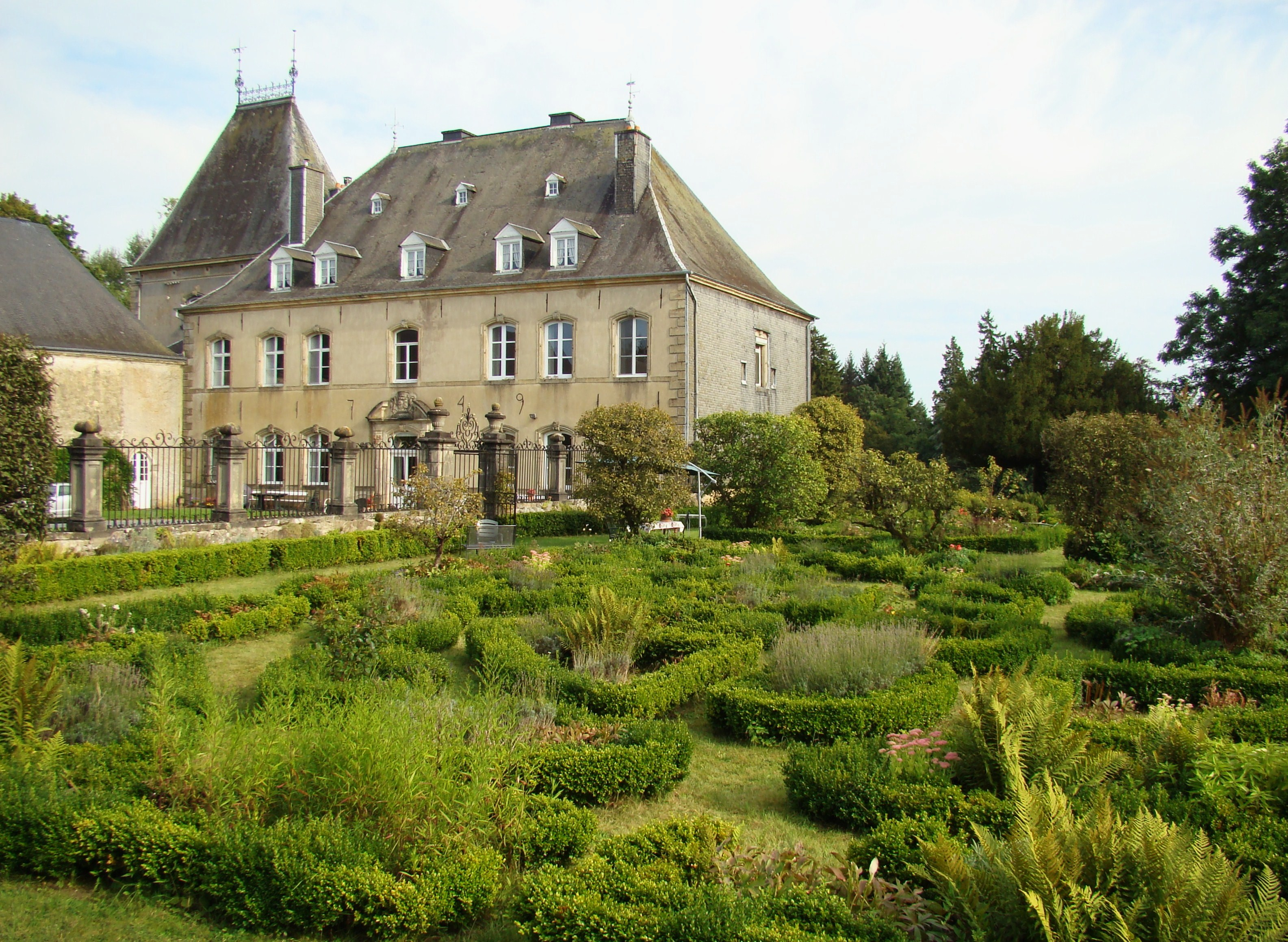
Jardin, corps de logis et tour.

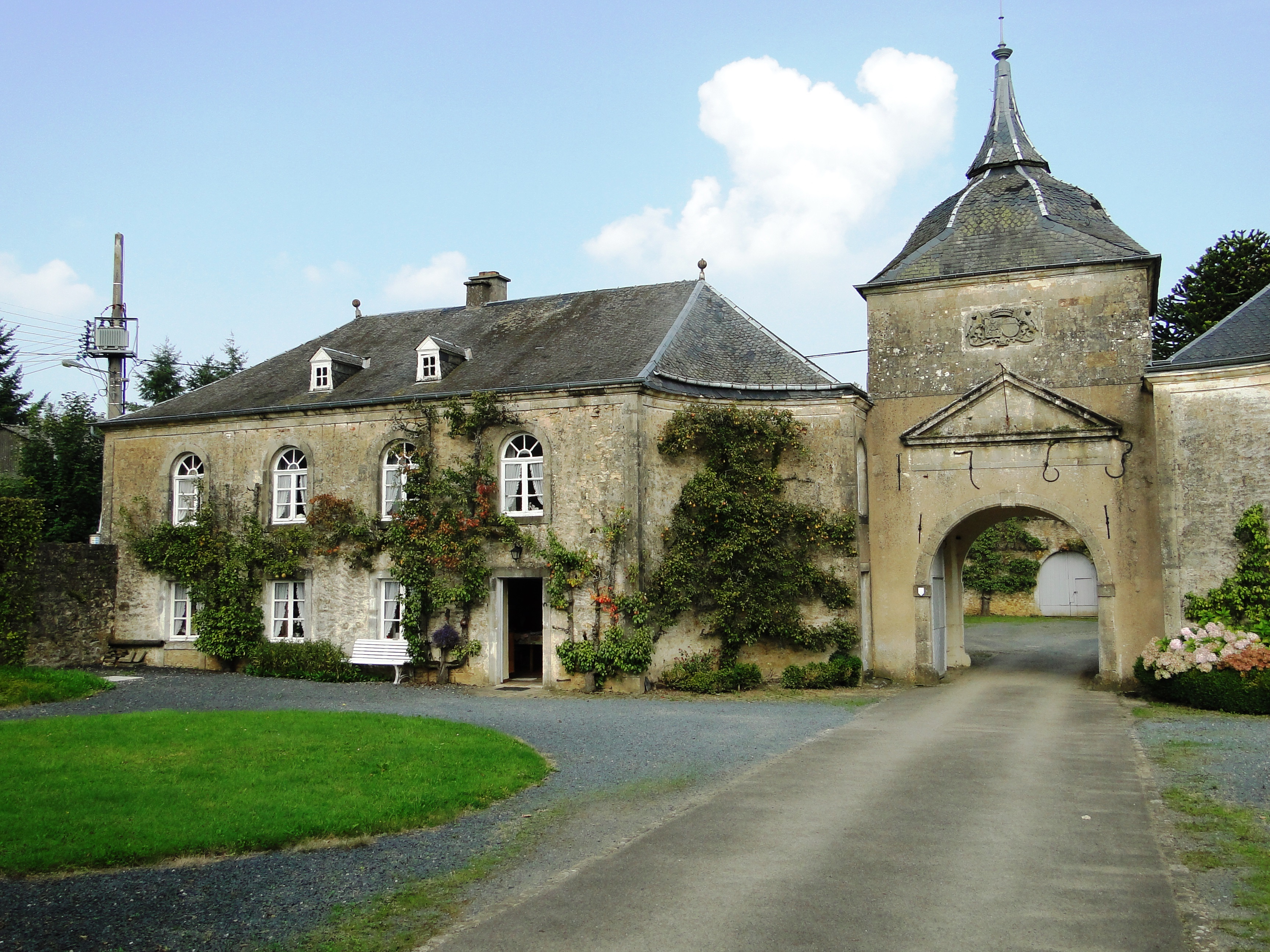
Tour-porche, dépendances.

Patrimoine classé (1975, Château de Guirsch (monument) et ensemble formé par ce château, les terrains et les bâtiments environnants (site), no 81001-CLT-0005-01)

#### Centre du village
Patrimoine classé (2010, Centre du Village de Guirsch (ensemble architectural), no 81001-CLT-0043-01)
Le centre du village de Guirsch présente une cohérence architecturale forte, faiblement altérée par la modification du bâti et dont les constructions sont reliées par des murs de clôture.
Pour ces raisons, il a été classé par arrêté le 19 novembre 2010 au titre d'ensemble architectural,. L'arrêté de classement précise en outre que le centre du village de Guirsch est l'un des neuf villages dont l'architecture est la plus représentative de la province de Luxembourg. La zone de protection s'étend sur 9,23 ha et comprend les rues du Château, de Beckerich, l'impasse de la Forge et le chemin des Glaneurs.

#### Église Saint-Willibrord
Le saint patron de l'église est saint Willibrord. Chaque année depuis 1692, une procession en l'honneur de saint Willibrord se déroule dans le village le lundi de Pentecôte. La procession est classée au 'patrimoine culture immatériel' de Wallonie.